# Acacia armitii
Acacia armitii är en ärtväxtart som beskrevs av Joseph Henry Maiden. Acacia armitii ingår i släktet akacior, och familjen ärtväxter. Inga underarter finns listade i Catalogue of Life.